# Economia finanziaria
L'economia finanziaria è una branca della teoria economica e della finanza dedicata allo studio dei mercati finanziari e del comportamento degli agenti economici che vi operano. L'obiettivo di questa disciplina economica è di trovare l'allocazione di risorse che consente la massima soddisfazione.  L'economia finanziaria si occupa di problemi quali:
- La determinazione dei prezzi delle attività finanziarie: azioni, opzioni, obbligazioni, tassi di cambio, etc.
- Gli effetti delle scelte di finanziamento da parte delle imprese, in particolare delle decisioni concernenti la struttura del capitale, ossia la scelta tra emissione di debito e di nuove azioni;
- Le scelte di portafoglio degli individui;
- Il ruolo dell'informazione nei mercati finanziari.

## Descrizione

### Tassonomia
Una tradizionale suddivisione dei temi e dei problemi studiati dall'economia finanziaria raggruppa gli ambiti di studio della disciplina in due branche:
1. Asset pricing. Questa branca si occupa della determinazione dei prezzi di equilibrio delle attività finanziarie, dei problemi di scelta di portafoglio degli investitori, e del ruolo dell'informazione in tali problemi.
2. Corporate finance, o finanza aziendale. Questa branca ha per oggetto le scelte di investimento e di finanziamento delle imprese, nonché il ruolo dell'informazione su tali decisioni.

L'economia finanziaria fa uso del supporto scientifico di altre discipline economiche e matematiche. Tra queste le principali sono l'economia monetaria, la matematica finanziaria, l'analisi matematica, la statistica, la teoria delle probabilità, la teoria dei giochi, l'ottimizzazione, l'economia aziendale e bancaria, la finanza quantitativa, l'econometria e la storia economica.

### Concetti di rilievo
- Tasso d'interesse privo di rischio
- Valore economico del tempo
- Teorema di separazione di Fischer
- Teorema di Modigliani-Miller
- Arbitraggio
- Teoria dei mercati efficienti
- Frontiera dei portafogli
- CAPM
- Curva dei tassi

## Pubblicazioni di rilievo

### Pubblicazioni di carattere generale, su cui sono apparsi contributi notevoli all'economia finanziaria
- American Economic Review
- Econometrica
- Quarterly Journal of Economics

### Riviste specializzate
- Journal of Finance
- Journal of Financial Economics
- Review of Financial Studies

## Manuali
- (EN)  Brealy, Richard A., Stewart C. Myers e Franklin Allen, 2006, Principles of Corporate Finance, McGraw-Hill Irwin: New York. ISBN 0-07-295723-9
- (EN)  Cochrane, John, 2003 Asset Pricing: Revised Edition, Princeton University Press ISBN 0-691-12137-0
- (EN)  Hull, J.C., 2000, Options, Futures and Other Derivatives, Prentice-Hall, ISBN 0-13-022444-8
- Hull, J.C., 2003, Opzioni, Futures e Altri Derivati, Il Sole 24Ore Libri (edizione italiana del volume di Hull)
- (EN)  Tirole, Jean, 2006, The Theory of Corporate Finance, Princeton University Press ISBN 0-691-12556-2